# Display de nanocristal
Displays de nanocristal são um novo tipo de display experimental que usa nanopartículas fluorescentes embutidas numa matriz polimérica. Um laser é então usado para irradiar luz branca através das nanopartículas e, através do ângulo de deflexão, emitir luz no comprimento de onda correspondente às três cores primárias (verde, vermelho e azul).
A tecnologia de nanocristais está sendo estudada tanto para aplicação em telas convencionais (de televisores e laptops, por exemplo) quanto no desenvolvimento de uma "tela 3D", que possa exibir imagens volumétricas.